# Kováři v Litni

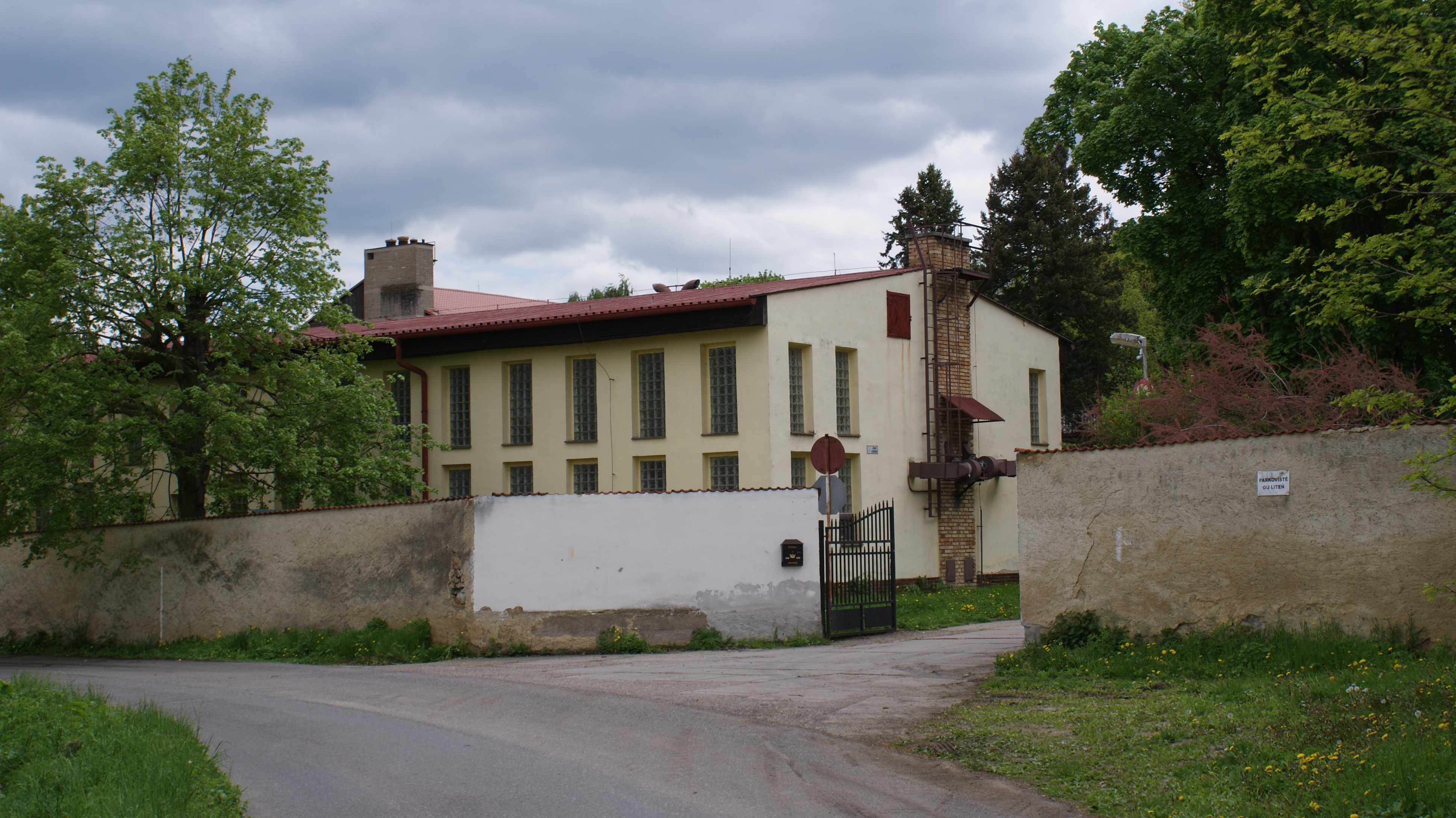
Areál bývalého učiliště v Litni

 Kováři v Litni  je celostátní setkání amatérských a profesionálních uměleckých řemeslníků pracujících s kovem v profesích kovář, podkovář, dráteník, klempíř, šperkař, pregléř a dalších. Setkání je pořádáno od roku 2014. 

## Zaměření akce a tradice
Cílem setkání je umožnit uměleckým řemeslníkům vícedenní setkání a zároveň touto formou popularizovat tradiční česká řemesla.  Projekt Kováři v Litni navazuje na tematicky shodnou akci Svinařské řetězení, která po 10 let (do roku 2013) pořádalo Společenstvo uměleckých kovářů a zámečníků a kovářů-podkovářů Čech, Moravy a Slezska ve spolupráci s časopisem Kovárna pro radost na zámku v obci Svinaře na Berounsku. Toto setkání si získalo mezi kováři i v místní veřejnosti dobré jméno. 11. ročník Svinařského řetězení se nemohl uskutečnit z důvodu rekonstrukce zámku. Organizátoři tradičního kovářského a podkovářského setkání proto zajistili pokračování akce ve stejném regionu. Z důvodu ochranné známky k názvu Svinařské řetězení byl zvolen název Kováři v Litni. Autoři videoreportáže z průběhu ročníku 2014 setkání Kováři v Litni definují jako volné pokračování tradice setkání mladých kovářů se staršími kolegy, které zapustilo kořeny ve Středočeském kraji, spojené se setkáním příznivců časopisu Kovárna pro radost a na jeho podporu. setkání Kováři v Litni se tak od prvního ročníku stalo akcí, o které projevují zájem profesionální i amatérští kováři a jejich profesní korporace, zejména Společenstvo uměleckých kovářů a zámečníků a kovářů – podkovářů Čech, Moravy a Slezska 

## Pořadatelé

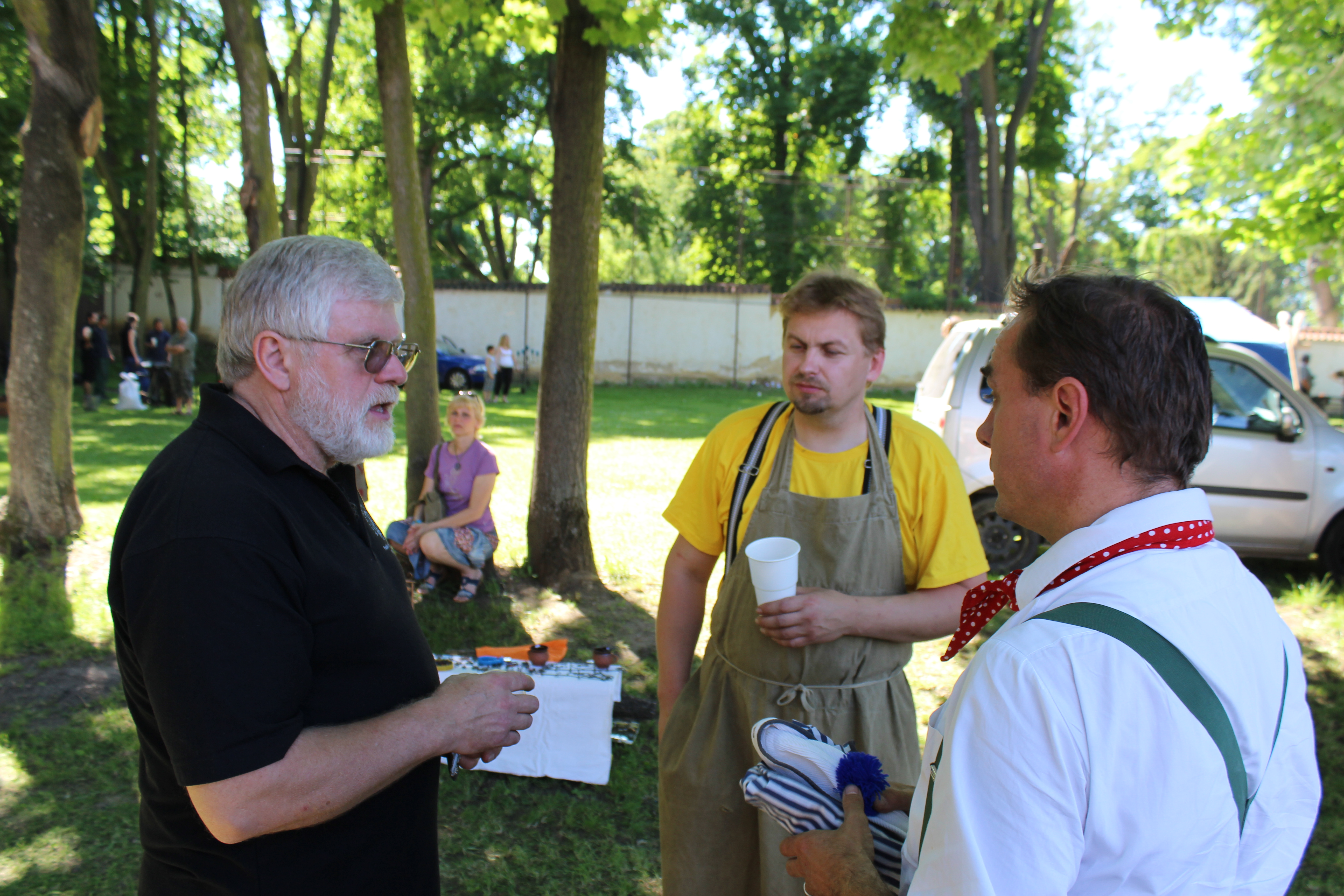
Zd. Slavata (Kovárny pro radost) Jan Havelka (Atelier Svatopluk).

Pořadatelem akce je Atelier Svatopluk,o.p.s. a její zakladatel Městys Liteň. Odbornou garanci zajišťuje časopis Kovárna pro radost, jehož redaktor a vydavatel Zdeněk Slavata provozuje stejnojmennou kovárnu ve středočeské obci Kytín. Mediálním partnerem setkání kovářů jsou Podbrdské noviny: Jejich redakce sídlí v Hořovicích stejně jako další spolupořádající organizace DOMEČEK HOŘOVICE, středisko volného času, odloučené pracoviště Liteň,  který zajišťuje doprovodné akce pro rodiny a děti po oba dny setkání. Sbor dobrovolných hasičů Liteň, se podílí na logistice akce a požární asistenci.
Spolupráce pořadatelů na akci Kováři v Litni navazuje na jejich spolupráci při dalších kulturních a sportovních akcích v Litni Zimní běh Litní

## Místo konání

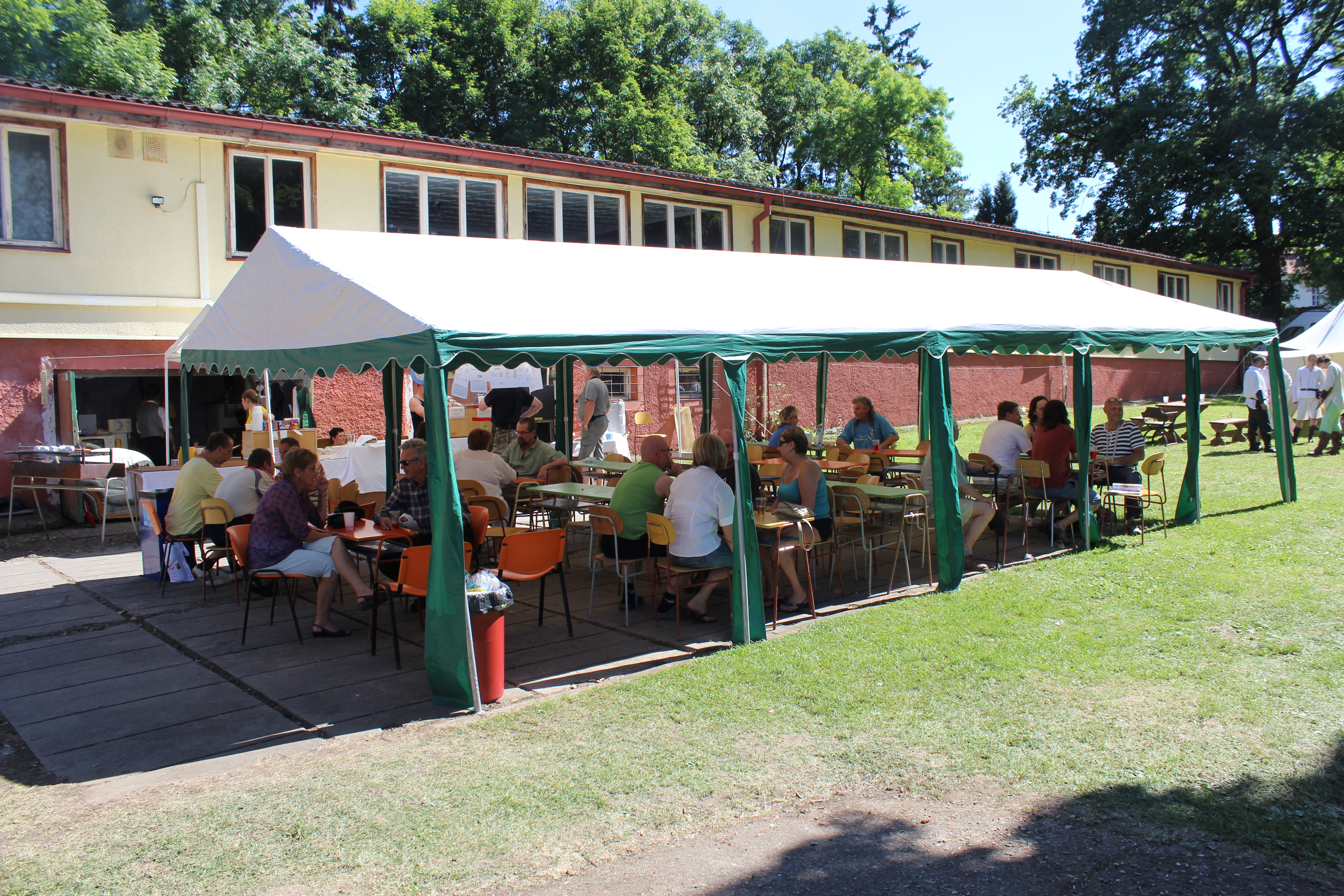
Návštěvníci Kovářů v Litni 2014.

Akce se koná v městysu Liteň, který leží v okrese Beroun. Místem setkání je Areál Liteň na severním okraji Litně. Od 50. let na zámku v Litni působila Učňovská škola zemědělská v Litni – obor kovář – podkovář, pro kterou zde byla jako první postavena budova označovaná jako Stará škola. Právním nástupcem původní kovářské školy se později stalo Odborné učiliště v Litni. V 70. letech byly pro toto učiliště postaveny budovy školy, internátu a dvě dílny praktického výcviku, z toho jedna pro práci s kovem. Vznikl rozsáhlý uzavřený areál na severním okraji Litně vklíněný mezi zámecký park, bývalý hospodářský dvůr zámku a zahradu mateřské školy. Podle usnesení zastupitelstva Středočeského kraje č. 51-13/2010/ZK z 1.12.2010 bylo sloučeno Odborné učiliště Liteň se Střední odbornou školou a Středním odborným učilištěm Beroun – Hlinky jako jedinou nástupnickou organizací k 1.9.2011 a tím Odborné učiliště Liteň zaniklo.Areál byl po zrušení středního odborného učiliště převeden Středočeským krajem na Městys Liteň, který jej využívá jako centrum obecně prospěšných služeb. Městys Liteň k zajištění provozu areálu založil obecně prospěšnou společnost Atelier Svatopluk, o.p.s.. Od roku 2012 jsou v areálu pořádány mj. vícedenní sportovní, kulturní a společenské programy místního i nadregionálního významu Zimní běh Litní a LiteňFEst. Areál Liteň též prezentuje turistům a návštěvníkům Litně Naučná stezka Liteň na zastavení zelené stezky A 7.

## Účastníci

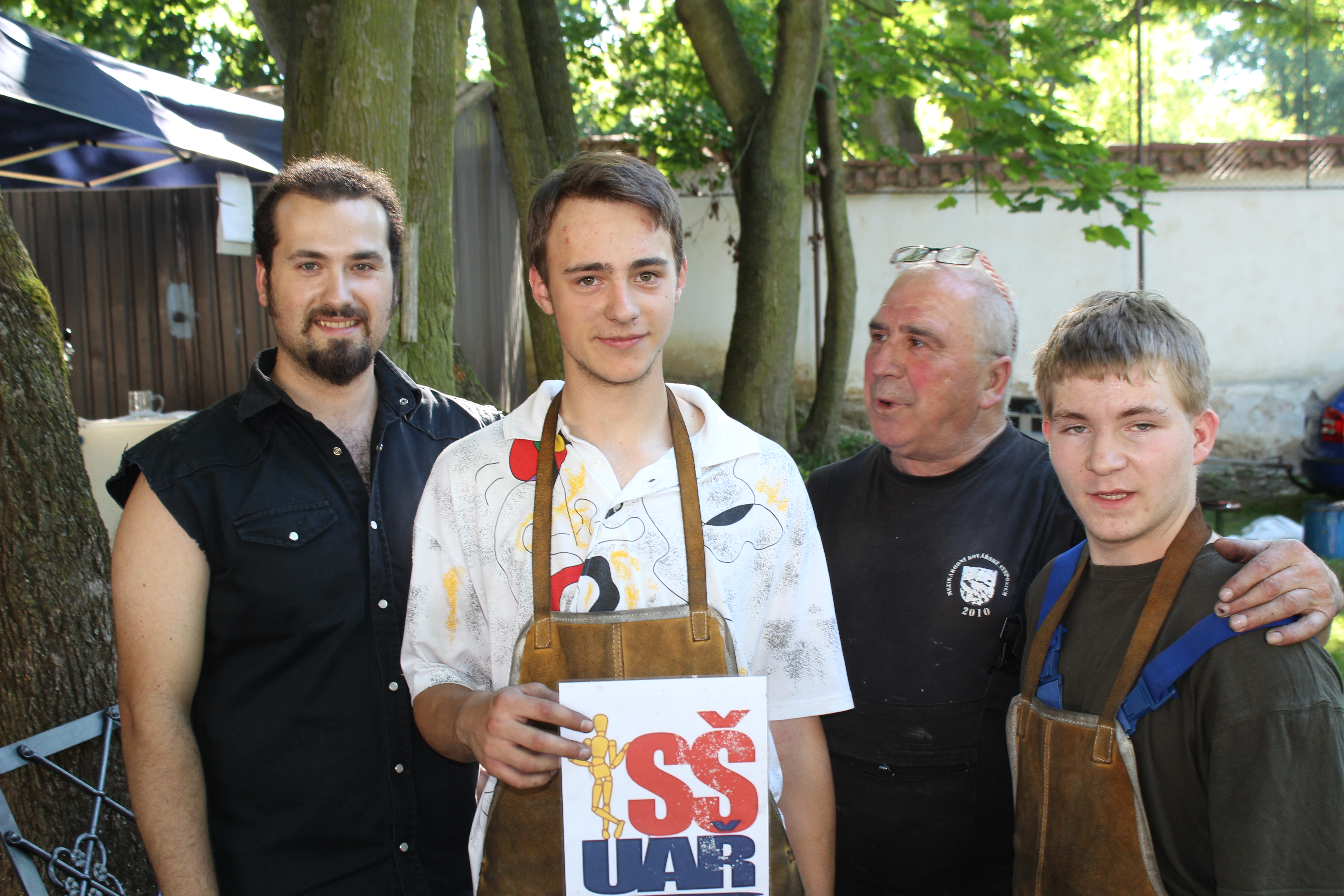
Studenti Střední školy umělecké a řemeslné v Praze 5 se svými mistry.

Prvního ročníku setkání se účastnilo 50 tvůrců, především uměleckých kovářů. Zastoupeni jsou profesionální umělečtí řemeslníci i amatéři. Setkání se účastní i firmy zaměřené na uměleckou klempířskou a zámečnickou výrobu, zejména ozdobné klempířské prvky střech pro památkové objekty. 
O akce mají zájem studenti středních odborných škol v oboru kovář, pro které znamená jednu z prvních možností předvést své dovednosti na veřejnosti. Kovářské střední odborné školství zastupuje Střední škola umělecká a řemeslná v Praze 5 – Zlíchově,
 , která, provozuje v areálu celoročně externí pracoviště odborného výcviku pro své studenty a Střední průmyslová škola, Střední odborná škola a Střední odborné učiliště v Hradci Králové.  Studenti středních odborných škol jsou na akci doprovázeni svými mistry odborného výcviku, protože účast na akci je součástí školních vzdělávacích programů. Účastí studentů oboru umělecký kovář a umělecký kovář a zámečník naplňuje záměr organizátorů dát setkání mezigenerační charakter. Prvního ročníku setkání Kováři v Litni se zúčastnilo 490 platících diváků.

## Program

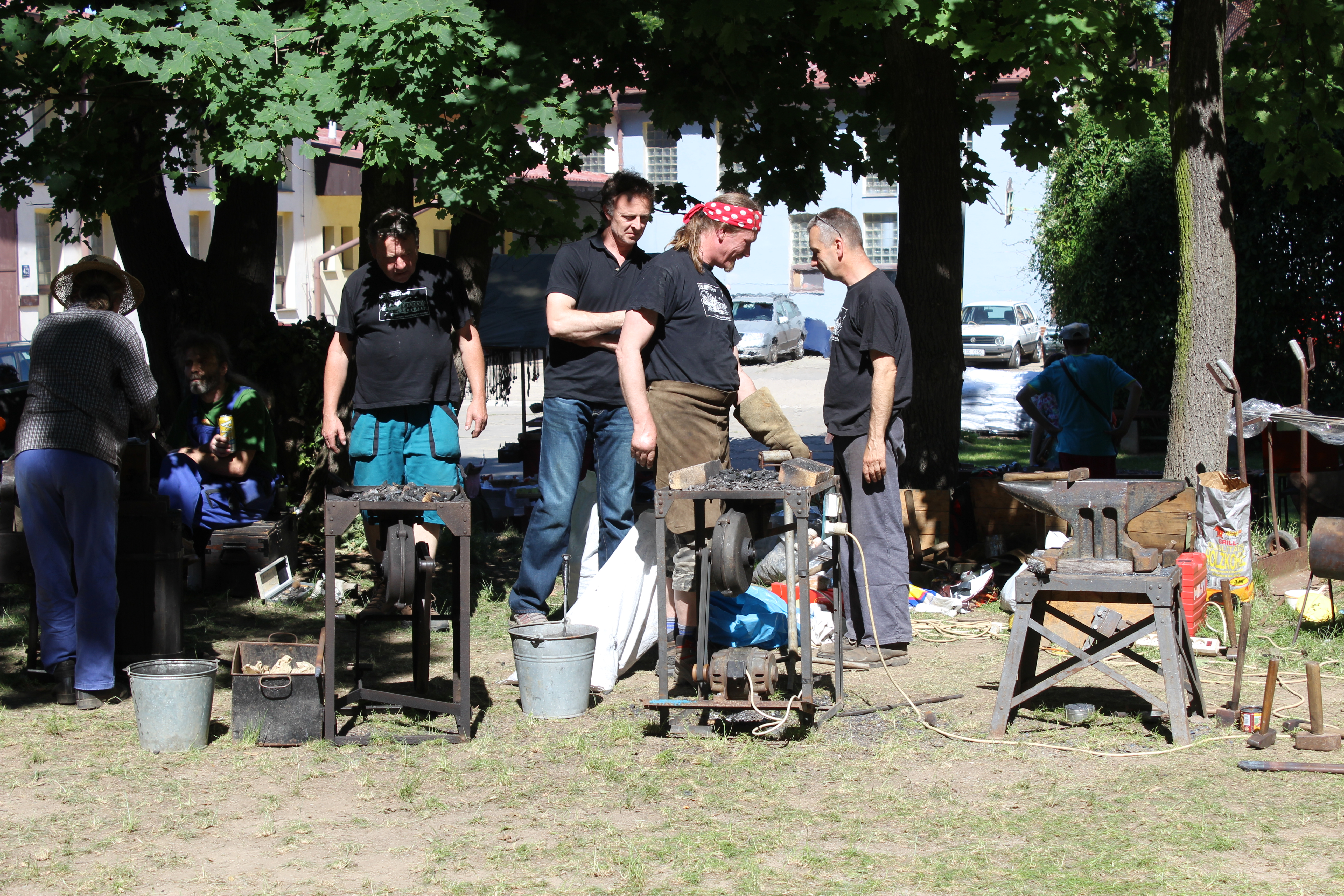
Účastníci Kovářů v Litni 2014.

Akce je koncipována jako dvoudenní setkání, uskutečňované v prvním červnovém víkendu každého roku. V budovách bývalého středního odborného učiliště je instalována výstava z tvorby zúčastněných uměleckých řemeslníků. Na ploše areálu si účastníci instalují pod širým nebem svůj stánek, ve kterém prezentují a nabízejí své výrobky. Kováři na mobilních výhních a kovadlinách předvádějí tradiční postupy kovářského řemesla a svou řemeslnickou dovednost. Pro případ deštivého počasí jsou pro kováře i diváky zajištěny stany. Pro předvádění kovářského řemesla je využita i původní dílna praktického výcviku středního odborného učiliště situovaná vedle brány do areálu. V této dílně je k dispozici původní vybavení kovářské, klempířské a zámečnické dílny.

## Doprovodné programy
Setkání kovářů v Litni je koncipováno jako dvoudenní program vhodný pro zájemce o obor kovářství i jako nabídka rodinného výletu nebo vycházky. Pro návštěvníky setkání Kováři v Litni jsou v obou dnech připraveny doprovodné programy žánrově odpovídající zaměření akce. Při prvním ročníku bylo uspořádáno vystoupení šermířského sdružení Viridis Milites z Tetína na Berounsku   koncert skupiny Třehusk s písněmi z doby Rakouska-Uherska a večerní koncert skupiny Viklan s irským a skotským repertoárem.  Zapojení účinkujících z Berounska vytváří ze setkání Kováři v Litni zajímavou prezentaci kulturního a společenského dění Berounska.
Pro účastníky je zajištěno občerstvení. Stánek s občerstvením zjišťuje Atelier Svatopluk, o.p.s. a Jídelna Kosová, která nabízí tradiční české pekařské a cukrářské výrobky. Pro malé děti jsou připraveny speciální programy, takže setkání Kovářů v Litni je vhodným programem pro rodiny s dětmi. Setkání Kováři v Litni tematicky navazuje na původní zaměření školy, pro kterou byl Areál Liteň postaven. Proto je jedním z cílů organizátorů spojit setkání kovářů jej se setkáním učitelů a vychovatelů učiliště a jeho absolventů. V průběhu I. ročníku se studenti SŠUAŘ Praha 5 připravili 4 prezentace na národní workshop studentů středních škol StreTech (Středoškolská technika) 2014   a jejich práce byly publikovány ve sborníku workshopu. 

## Publicita

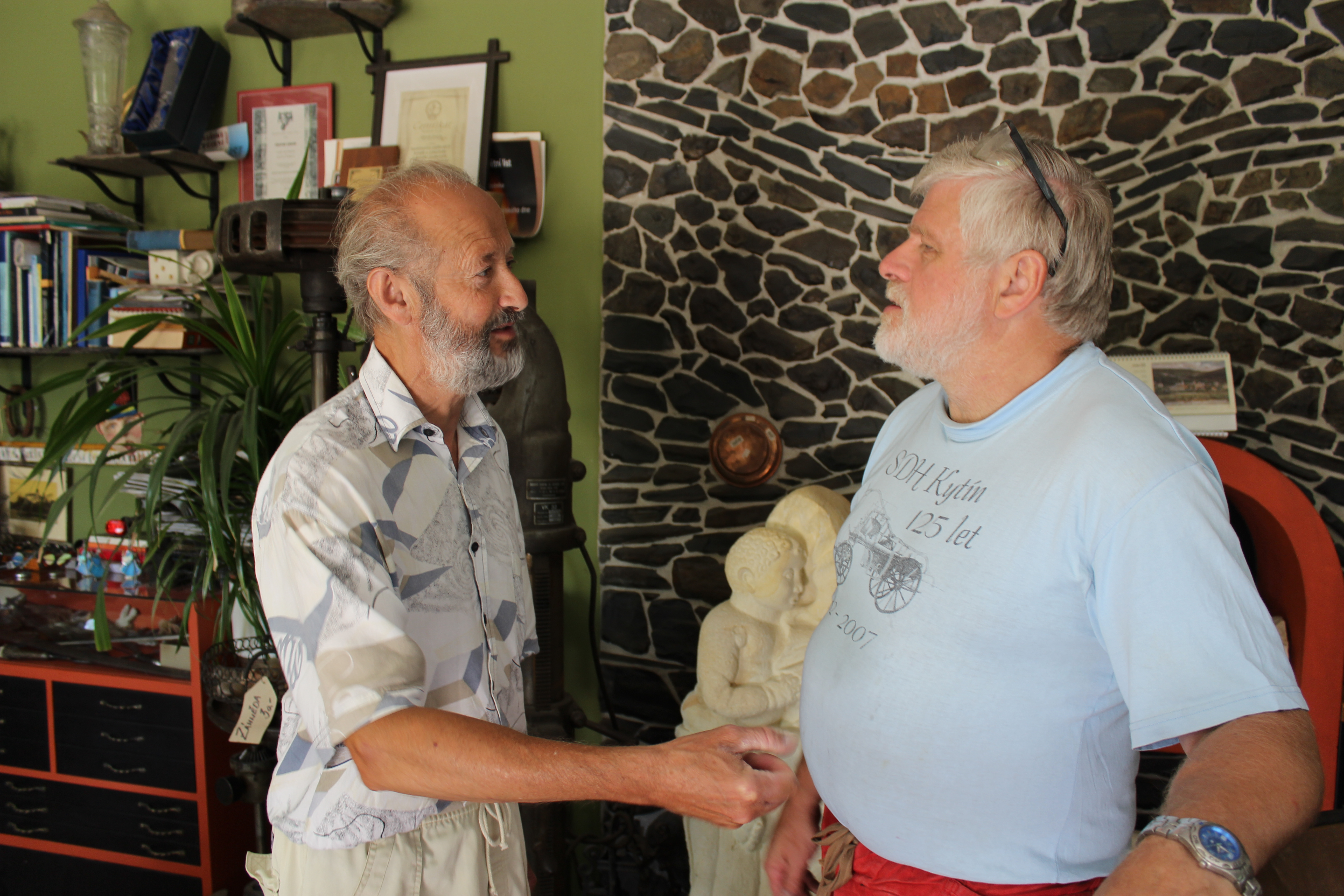
Fotograf J. Maňák a Zd. Slavata v Kovárně pro radost.

Organizátoři setkání Kováři v Litni spolupracují na publicitě setkání Kováři v Litni s novinami a časopisy vydávanými v okrese Beroun: Berounský deník, Podbrdské noviny,  Naše noviny, které zveřejňují pozvánku na akci a reportáže o její přípravě a informace o průběhu akce. Na mediální přípravě spolupracují se specializovanými servery zaměřenými na kovářství a umělecká řemesla. Spolu se spolupracujícími organizacemi zajišťuje Atelier Svatopluk, o.p.s. vlastní reportáže, fotoreportáže a prezentace. Spoluorganizátor setkání kovářů v Litni Atelier Svatopluk, o.p.s. vytvořil s podporou Úřadu práce ČR, krajská pobočka pro Středočeský kraj v Příbrami, kontaktní pracoviště v Berouně chráněné pracovní místo fotograf. Na této pozici je od roku 2013 zařazen RNDr. Jan Maňák. Podílí se na zpracování fotografické dokumentace a  prezentací akce Kováři v Litni a navazujících programů, zejména na přípravě setkání v roce 2015 a 2016. Cílem organizátorů je systematická celoroční komunikace s kovářskou komunitou i zájemci o tradiční umělecká řemesla. Pro další ročníky organizátoři plánují kontaktování absolventů Učňovské školy zemědělské, obor kovář – podkovář a mapování jejich životních osudů, profesní dráhy a kovářské tvorby. V prezentaci akce je akcentována skutečnost, že Kováři v Litni se konají na jednom ze zastavení nové Naučné stezky Liteň a že návštěva tohoto programu může být spojena s výletem do okolí městyse Liteń.

## Galerie kovářů v Litni 2014

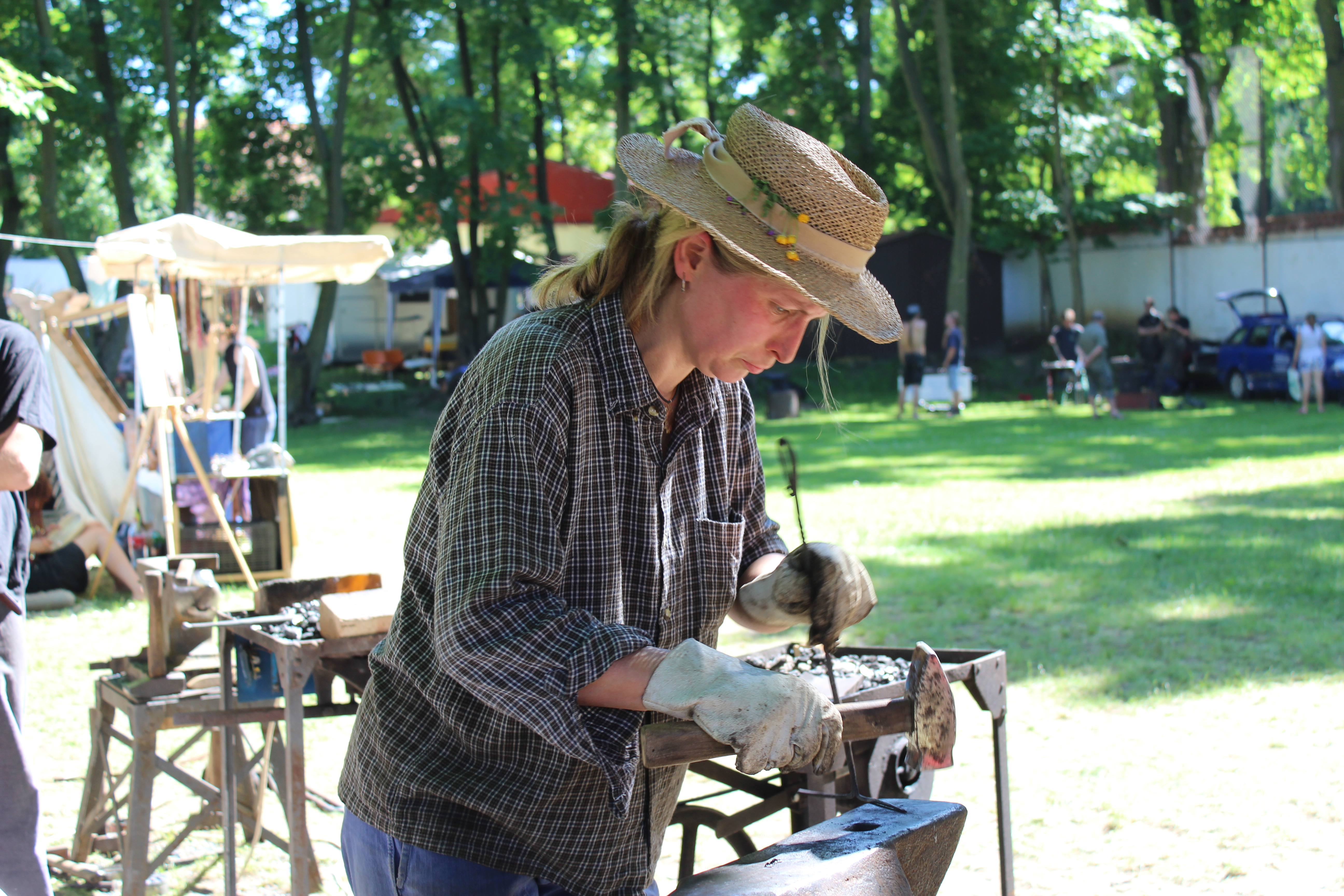
Kovářka
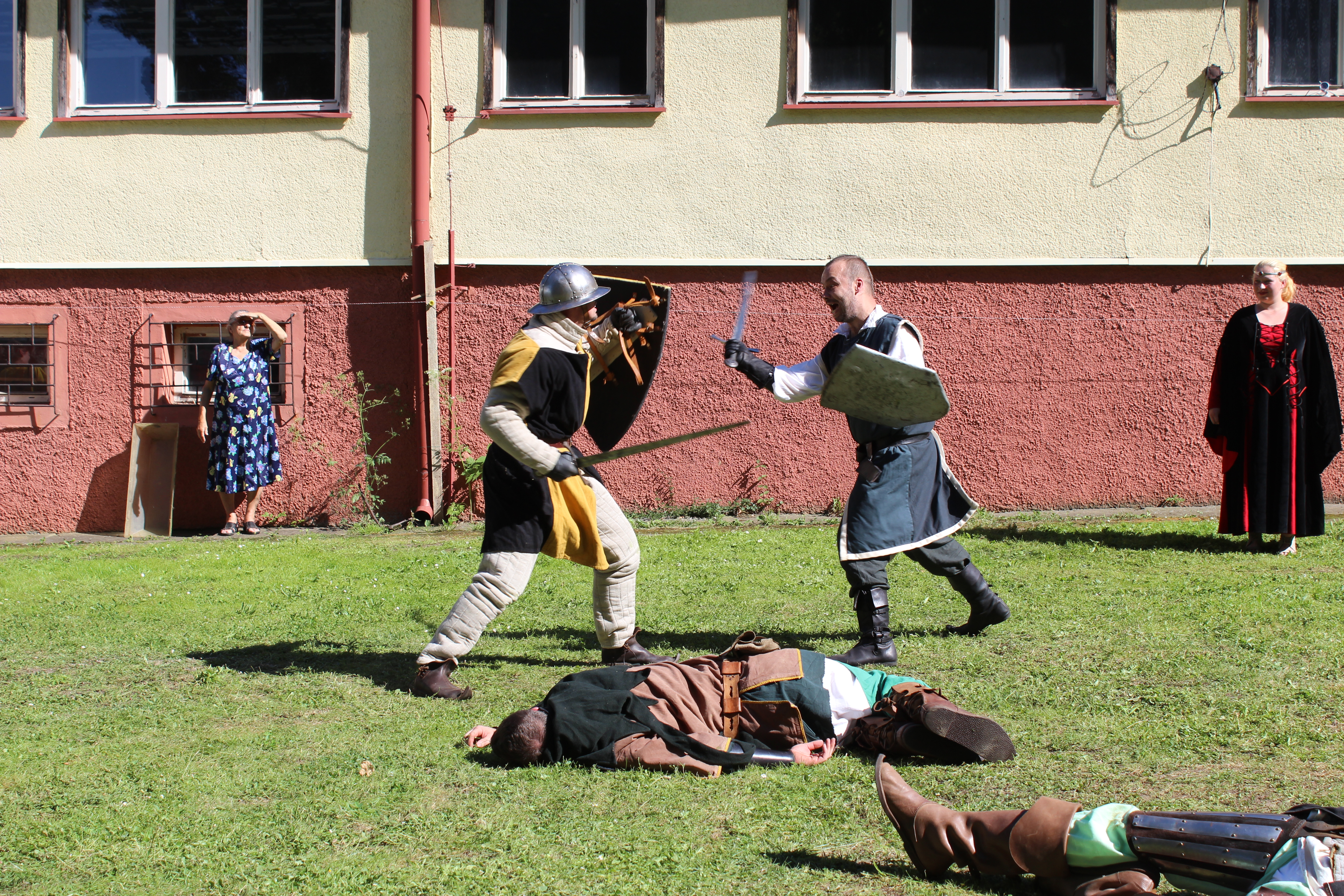
Historický šerm
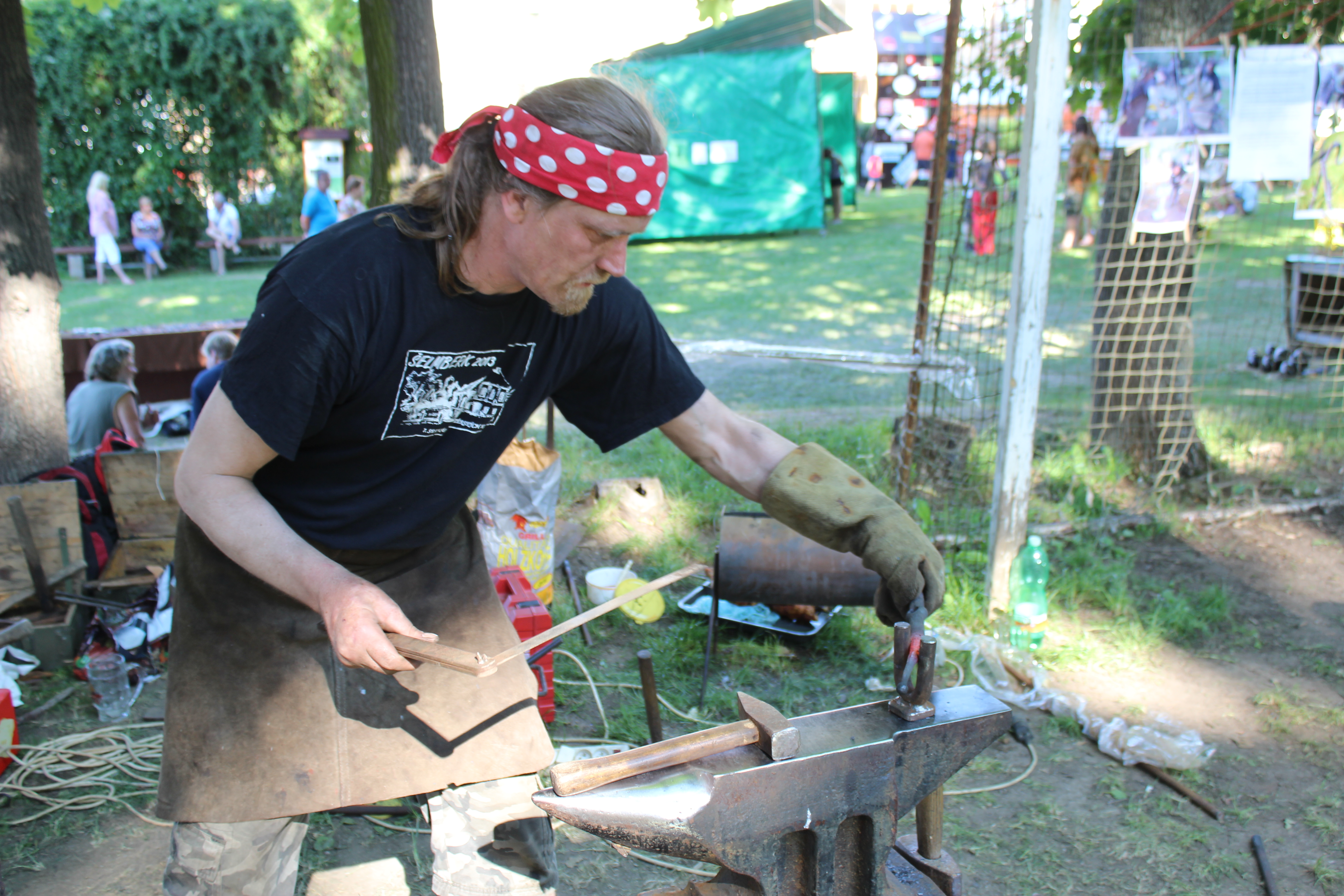
Kovář v akci
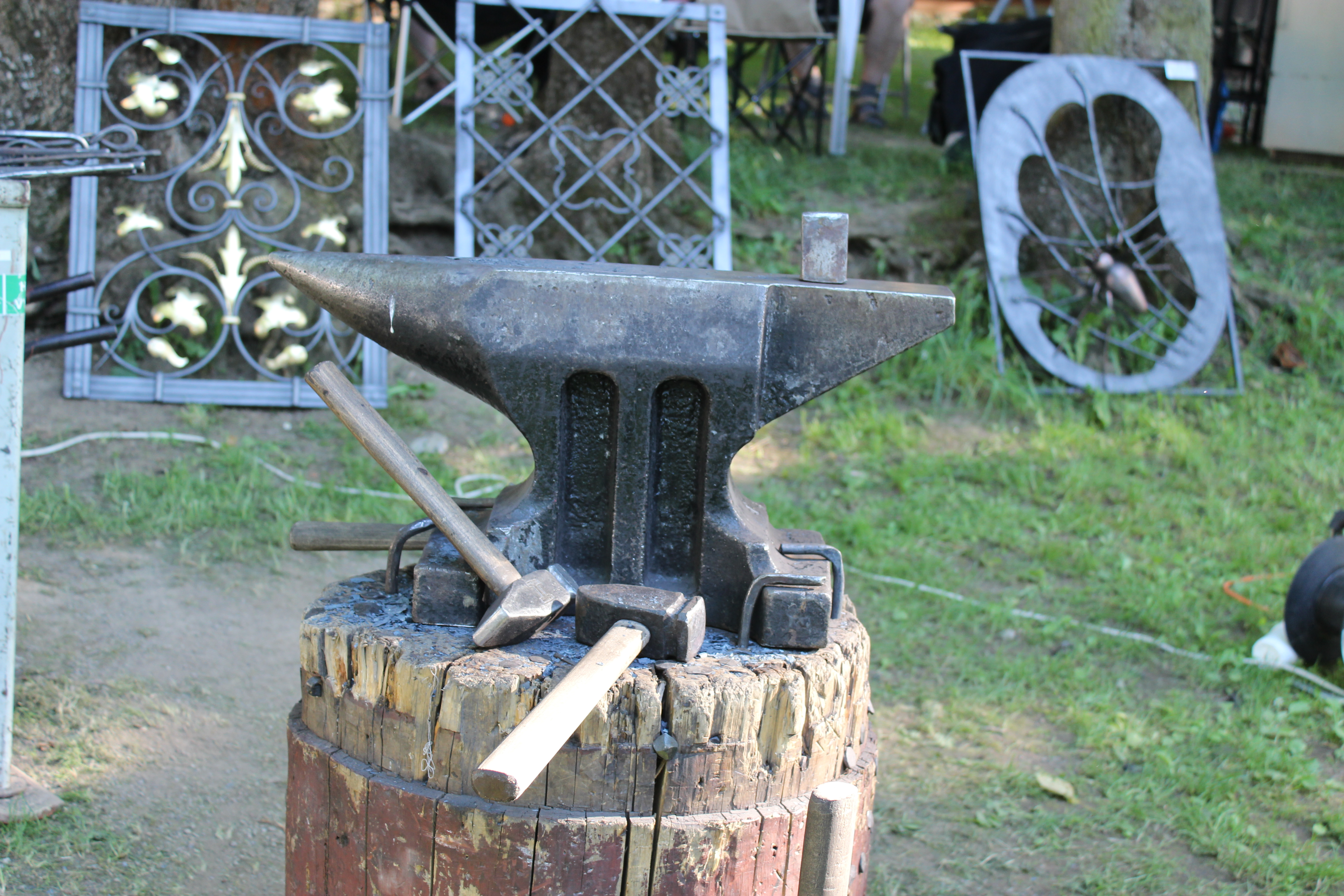
Kováři v Litni 2014
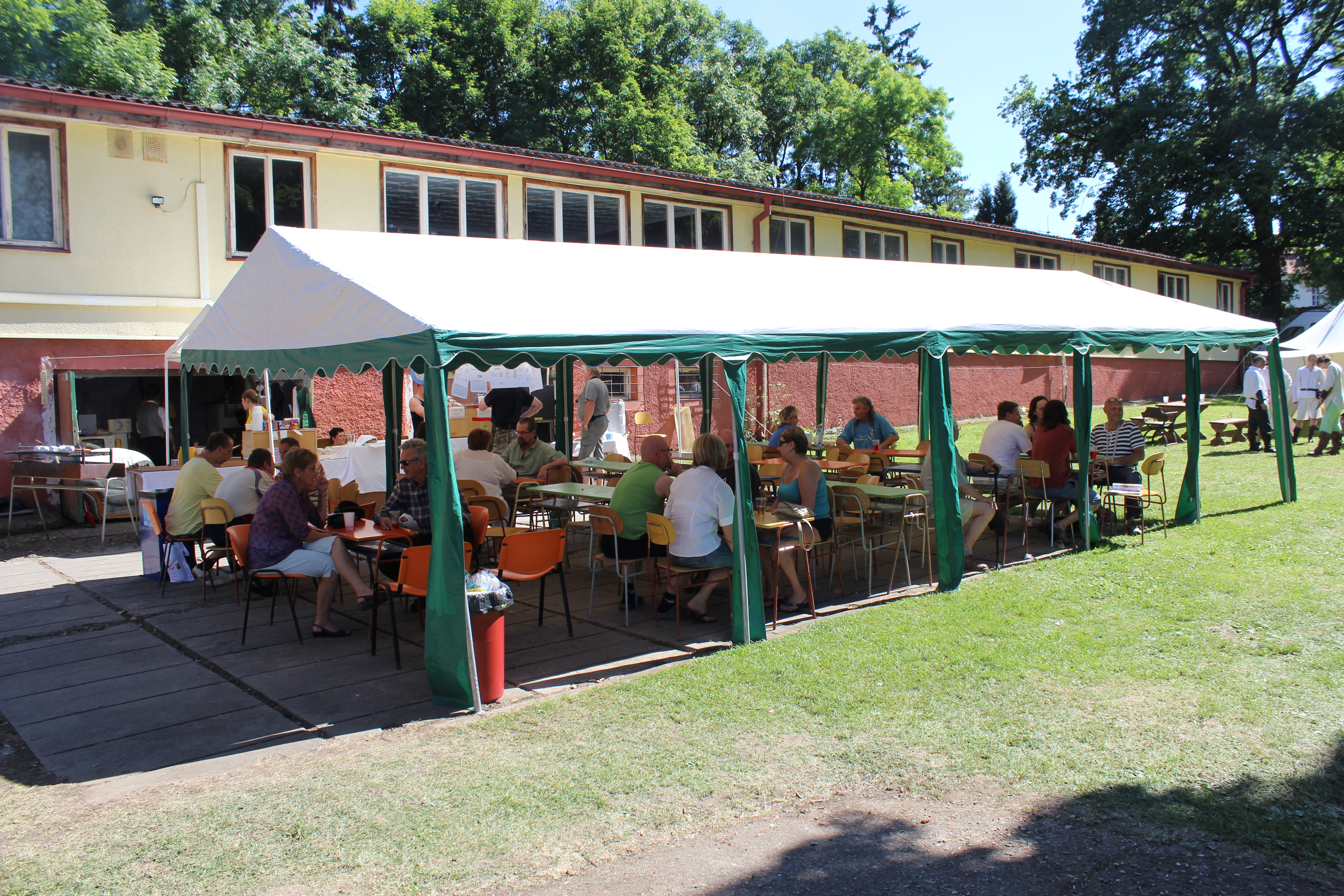
Kováři v Litni 2014
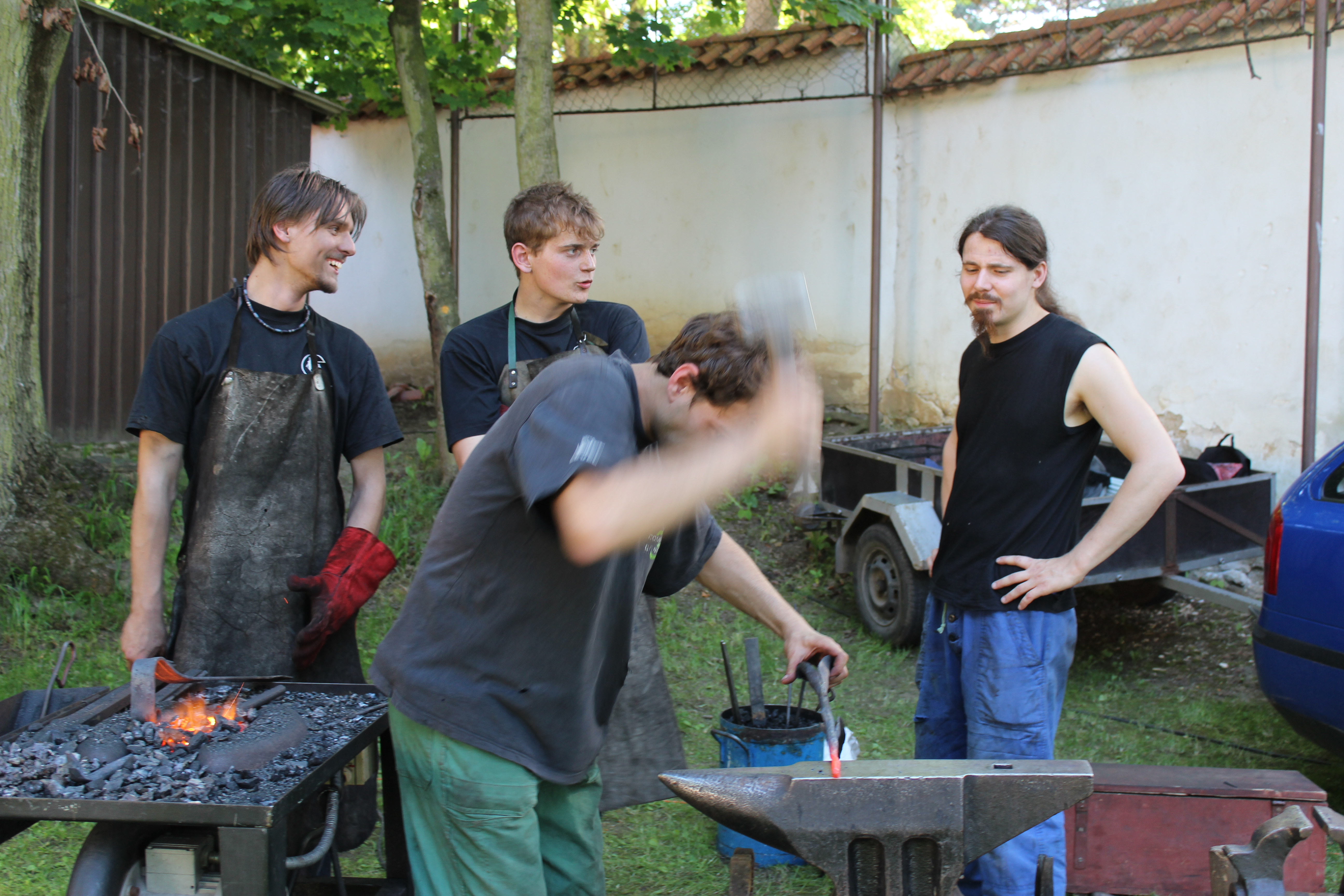
Nad kovadlinou
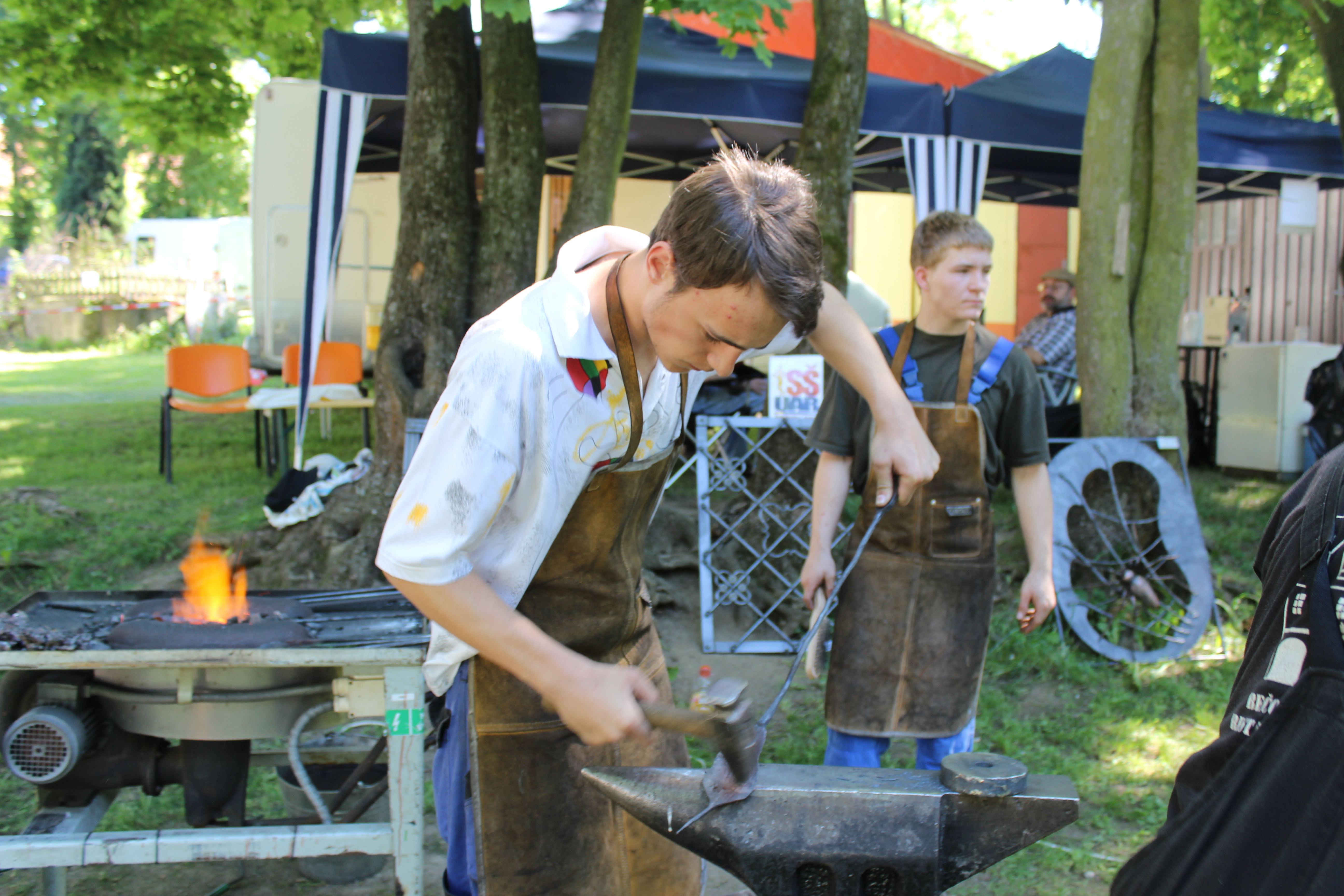
Kovářské mládí